# ジョシュ・ゴードン (ラグビー選手)
ジョシュ・ゴードン（Josh Gordon、1994年12月13日 - ）は、ニュージーランド出身のラグビー選手。

## プロフィール
- ポジションはフルバック(FB)。
- 身長 185cm、体重 100kg
- ニックネームはジョシ－。

## 略歴
14歳からラグビーを始めた。
パーマストンノースボーイズ高校、オタゴ大学、サウストン、メルヴィルを経て、2017年、宗像サニックスブルースに加入。同年8月20日に行われたジャパンラグビートップリーグ第1節のコカ・コーラレッドスパークス戦に先発出場で日本での公式戦初出場を果たした。なお3ヵ月の短期契約のため2017年中に退団した。